# حزب جاتيا
حزب جاتيا هو حزب محافظ قومي من بنغلاديش.